# Deutsche Vierteljahrsschrift für Literaturwissenschaft und Geistesgeschichte
Die Deutsche Vierteljahrsschrift für Literaturwissenschaft und Geistesgeschichte (abgekürzt DVjs) ist eine literatur- und kulturgeschichtliche Fachzeitschrift. Sie wird gegenwärtig herausgegeben von Christian Kiening, Albrecht Koschorke, Carlos Spoerhase, Juliane Vogel und David E. Wellbery.
Die DVjs erschien erstmals 1923, gegründet von Paul Kluckhohn und Erich Rothacker. Sie erscheint viermal im Jahr und widmet sich fächerübergreifenden Themen aus Literaturwissenschaft, Philosophie und Kulturgeschichte. Sie ist eine der führenden Fachzeitschriften der Germanistik und Allgemeinen Literaturwissenschaft im deutschen Sprachraum und darüber hinaus.